# Scaled Composites White Knight
Lo Scaled Composites Model 318 White Knight (conosciuto più semplicemente come White Knight) è un aereo da trasporto bimotore turbogetto, utilizzato per il lancio dello spazioplano sperimentale SpaceShipOne. Sia il White Knight che la navetta SpaceShipOne sono stati progettati da Burt Rutan e prodotti dalla Scaled Composites, una compagnia privata fondata dallo stesso Rutan nel 1982. Durante il 2004, il White Knight portò in volo la SpaceShipOne in ben tre voli distinti, consentendole di partire per il suo volo suborbitale, il primo nella storia di una compagnia privata.
Il White Knight è un esempio di nave madre utilizzata per trasportare un velivolo parassita in volo finché quest'ultimo non viene rilasciato per effettuare il proprio volo ad alta quota o suborbitale. Tra gli altri velivoli utilizzati in questo modo si possono citare il The High and Mighty One e il Balls 8, due B-52 appartenenti alla NASA e modificati per portare in quota il North American X-15, il Cosmic Girl, un Boeing 747-41R della Virgin Orbit utilizzato per il lancio dei lanciatori spaziali LauncherOne, e il successore del White Knight, il White Knight Two, usato per portare in volo la navetta SpaceShipTwo e parte della flotta della Virgin Galactic.
A seguito dei voli della SpaceShipOne, il White Knight fu utilizzato anche dal DARPA per prove di rilascio dello spazioplano Boeing X-37 effettuate da giugno 2005 fino ad aprile 2006. Nel 2014 il White Knight è stato ritirato del servizio ed è entrato a far parte della collezione del Flying Heritage & Combat Armor Museum.

## Storia del progetto

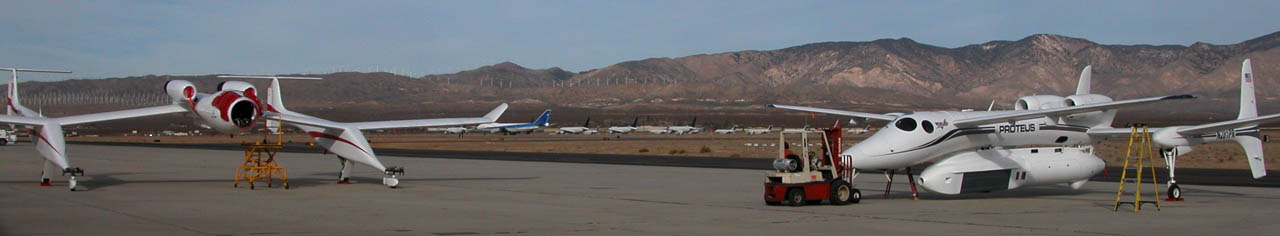
Il White Knight paragonato con lo Scaled Composites Proteus.

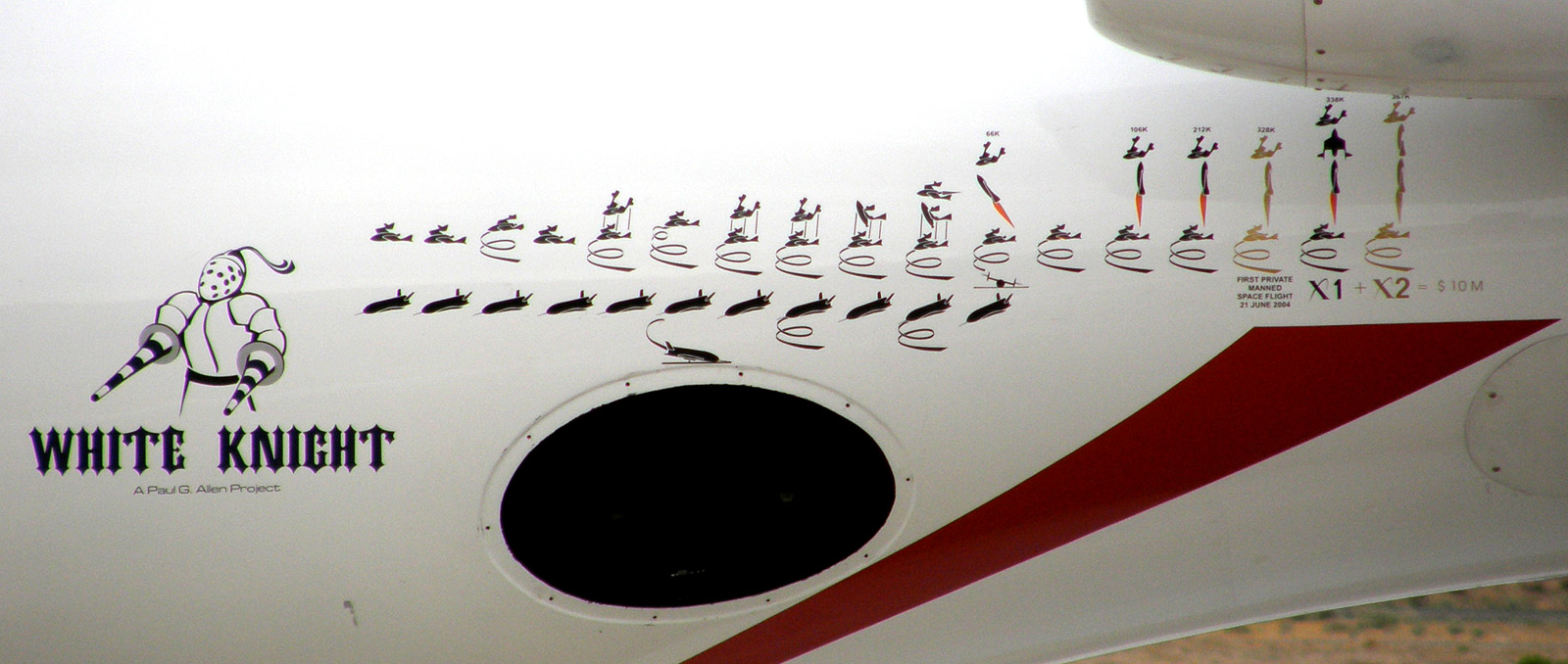
Decalcomanie sulla fusoliera del White Knight.

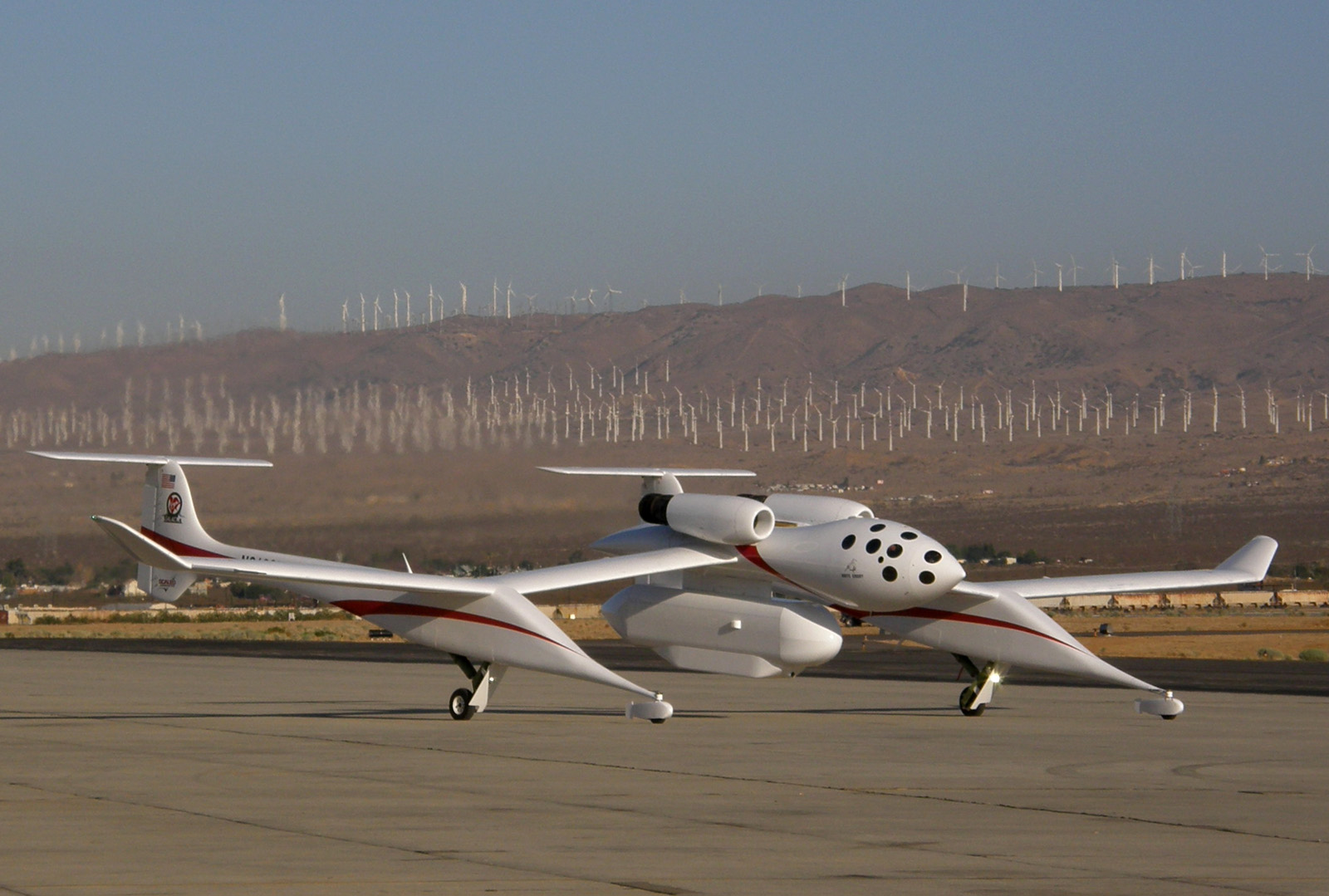
Il White Knight mentre trasporta un dispositivo radar della Northrop Grumman.

Il White Knight, registrato alla Federal Aviation Administration con il numero N318SL, è stato progettato attorno alla coppia di motori gemelli General Electric J85 scelti come propulsori, sia per la loro disponibilità che per il loro basso costo. Il velivolo, pur discendendo concettualmente dal Proteus, è stato completamente riprogettato ex novo. Allo scopo di mantenere i costi e di utilizzare il White Knight come simulatore volante per l'addestramento dei piloti della SpaceShipOne, l'aeromobile è stato progettato per avere la forma del muso della fusoliera identica a quella della navetta che avrebbe dovuto trasportare.
Il primo volo del White Knight è avvenuto il 1º agosto 2002 ed è stato annullato poco dopo il decollo a causa di un problema ai deflettori sul bordo d'uscita dell'ala. Tali deflettori erano un componente ausiliario, progettato e montato appositamente per incrementare fortemente la pendenza della planata così che il White Knight potesse essere poi utilizzato come simulatore volante per i piloti della SpaceShipOne. Durante il primo volo, la forza che era stata applicata sui deflettori risultò insufficiente a mantenere questi ultimi in posizione di chiusura. A causa della bassa pressione dell'aria, quindi, essi si aprirono nel flusso libero, dando inizio a un ciclo limite che portò a forti vibrazioni alla struttura del velivolo, costringendo il pilota, Mike Melvill, ad annullare il volo. In seguito, i deflettori furono definitivamente rimossi e fu abbandonato ogni tentativo di far avere al White Knight una planata tanto ripida quanto quella della SpaceShipOne.
Il volo successivo del White Knight fu effettuato il 5 agosto del 2002 e, in quell'occasione, tutto funzionò a dovere. Dopo alcuni altri mesi di sviluppo, il White Knight e la SpaceShipOne furono presentati al pubblico il 18 aprile 2003.
In seguito, il White Knight volò come parte del programma Tier One, che, il 4 ottobre 2004, vinse il premio Ansari X, una competizione spaziale indetta dalla X Prize Foundation e creata con l'intento di promuovere lo sviluppo di una forma economica di viaggio spaziale..

## Impiego operativo

### Programma SpaceShipOne

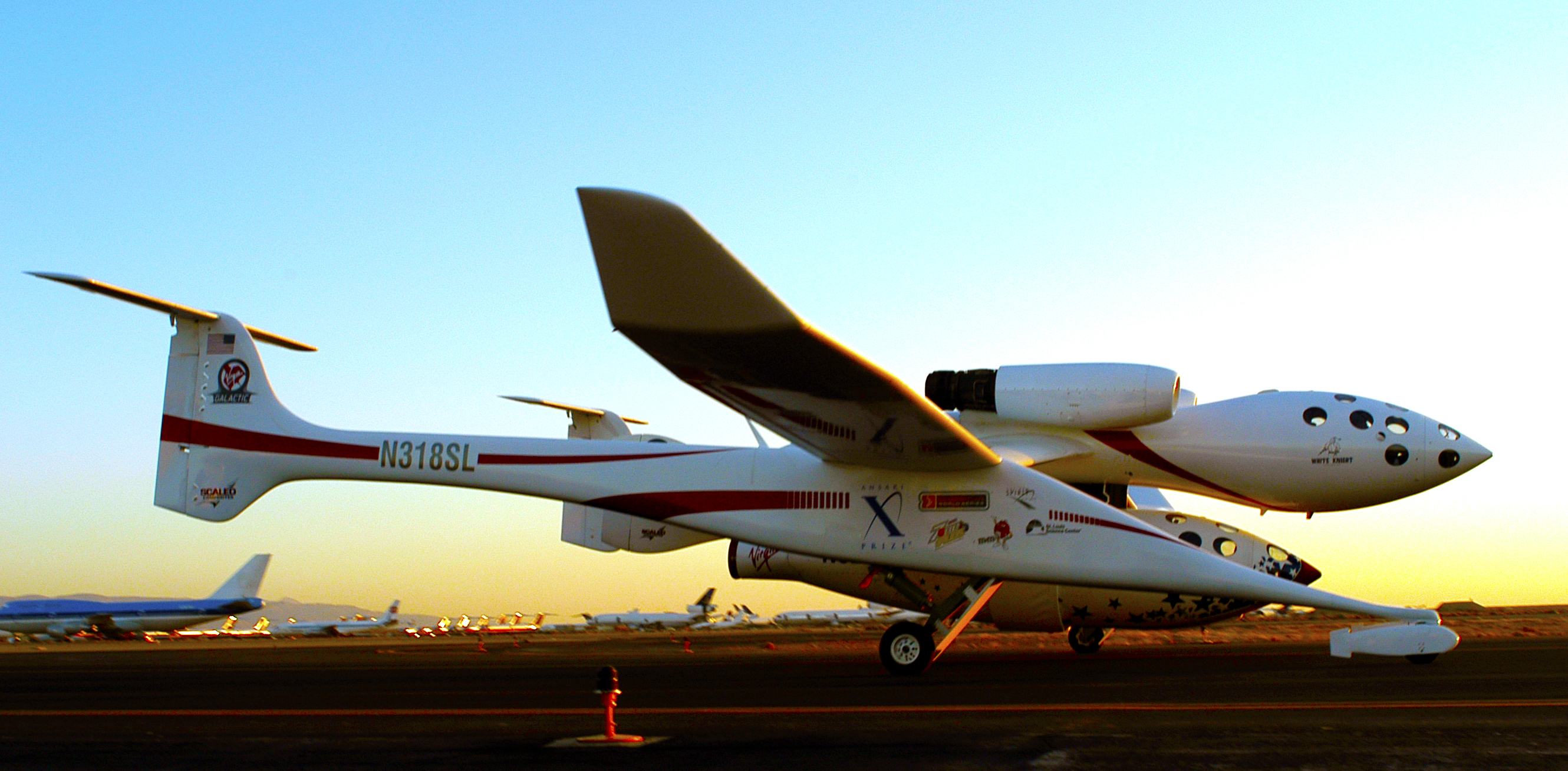
Il White Knight mentre trasporta la SpaceShipOne nella missione 16P.

Nella sottostante tabella, i voli del White Knight sono numerati a partire dal primo volo, effettuato, come già detto, il 1º agosto 2002. I voli in cui è stata trasportata la SpaceShipOne sono indicati con il numero e l'aggiunta di una o due lettere. La lettera "C" indica che si è trattato di un trasporto senza lancio (captive carry), mentre la lettera "L" indica che la SpaceShipOne è stata effettivamente lanciata. Se la missione si è trasformata da un tipo all'altro durante il volo, allora al numero sono state aggiunte entrambe le lettere, la prima indicante il tipo di missione che era stato preventivato di svolgere e la seconda indicante il tipo di missione effettivamente portato a termine.
| Volo | Data              | Pilota SS1    | Volo SpaceShipOne |
| ---- | ----------------- | ------------- | ----------------- |
| 24C  | 20 maggio 2003    | Peter Siebold | 01C               |
| 29C  | 29 luglio 2003    | Brian Binnie  | 02C               |
| 30L  | 7 agosto 2003     | Brian Binnie  | 03G               |
| 31LC | 27 agosto 2003    | Brian Binnie  | 04GC              |
| 32L  | 27 agosto 2003    | Brian Binnie  | 05G               |
| 37L  | 23 settembre 2003 | Peter Siebold | 06G               |
| 38L  | 17 ottobre 2003   | Peter Siebold | 07G               |
| 40L  | 14 novembre 2003  | Brian Binnie  | 08G               |
| 41L  | 19 novembre 2003  | Brian Binnie  | 09G               |
| 42L  | 4 dicembre 2003   | Peter Siebold | 10G               |
| 43L  | 17 dicembre 2003  | Peter Siebold | 11P               |
| 49L  | 11 marzo 2004     | Brian Binnie  | 12G               |
| 53L  | 8 aprile 2004     | Brian Binnie  | 13P               |
| 56L  | 13 maggio 2004    | Brian Binnie  | 14P               |
| 60L  | 21 giugno 2004    | Mike Melvill  | 15P               |
| 65L  | 29 settembre 2004 | Mike Melvill  | 16P               |
| 66L  | 4 ottobre 2004    | Brian Binnie  | 17P               |

### Programma X-37
Come detto, il White Knight è stato poi noleggiato dal DARPA per effettuare test di trasporto e di lancio dello spazioplano Boeing X-37. Il primo dei voli di trasporto ha avuto luogo il 21 giugno 2005, mentre il primo volo con lancio dell’X-37 è stato compiuto il 7 aprile 2006, in questa occasione il lancio ebbe successo ma lo spazioplano restò danneggiato in seguito all’atterraggio non proprio perfetto avvenuto alla base aerea Edwards. Inizialmente i voli partivano dallo spazioporto di Mojave ma, in seguito al sopraccitato incidente, la sede di svolgimento del programma fu spostata all’impianto dell’aeronautica militare statunitense conosciuto come Plant 42, nei pressi di Palmdale, in California, da dove partirono i voli successivi, che furono almeno cinque.

### Programma di test Adaptive Compliant Wing
Alla fine del 2006, il White Knight effettuò un programma di sette voli per il programma di test del sistema Adaptive Compliant Wing, ossia di un’ala adattabile alle diverse situazioni di volo, sviluppato dalla FlexSys Inc. e finanziato dal centro di ricerca dell’aeronautica militare statunitense. In quell’occasione una mezza ala fu montata verticalmente sotto il pilone alare centrale del White Knight per testare le caratteristiche aerodinamiche dell’ala flessibile durante un totale di 20 ore di volo.

### Ritiro ed esposizione
Nel luglio 2014 il White Knight ha compiuto il suo ultimo volo, atterrando all’aeroporto Paine Field di Everett, nello Stato di Washington, per diventare parte della collezione esposta al museo Flying Heritage & Combat Armor Museum di proprietà di Paul Allen.